# Antje von Seydlitz-Kurzbach
Antje von Seydlitz-Kurzbach (Smithers, 16 de septiembre de 1990) es una deportista canadiense que compitió en remo.
Ganó una medalla de plata en el Campeonato Mundial de Remo de 2013, en la prueba de cuatro scull. Participó en los Juegos Olímpicos de Río de Janeiro 2016, ocupando el quinto lugar en la prueba de ocho con timonel.

## Palmarés internacional
| Campeonato Mundial | Campeonato Mundial      | Campeonato Mundial | Campeonato Mundial |
| Año                | Lugar                   | Medalla            | Prueba             |
| ------------------ | ----------------------- | ------------------ | ------------------ |
| 2013               | Chungju (Corea del Sur) | Medalla de plata   | Cuatro scull       |